# 王兆熊
王兆熊（16世紀—1647年），字念葛，福建布政司福寧州人，明朝、南明政治人物。

## 生平
王兆熊祖先世襲千戶，個性孝友有大志，曾說：「寧當士人，不當軍人。」弘光年時以選貢上陳八事，加入史可法軍隊，獲授浦城縣訓導。他又跟隨隆武帝到福建，出使溫州、台州，得隆武帝稱其劍如金石，真清如冰玉；之後累任待詔、稽勳主事、郎中兼御史，負責修繕永安關，與通判李如梅、夏南薰分別到浦城、松溪、政和、建陽招商並疏通米船，禁止官兵擅取米舟。朝廷糧餉乏匱，王兆熊主持讓官民捐糧助餉，很快陞任太僕少卿出使四川，但未出行福京已經失守。他穿著衰絰出門，向妻子訣別：「譬熊今日死了。」每次走到大道，他總會下拜：「若祖父衣食何家，天子殉國，胡不起！」取道到永州，於黃溪隱居，至永曆元年（1647年）八月絕食而死，妻妾得知後都上吊自殺。

## 引用
1. 1 2  錢海岳《南明史·卷四十四·列傳第二十》：王兆熊，字念葛，福寧人。世襲千戶。孝友有大志，嘗曰：「寧為讀書士，不作執戟郎。」弘光時，以選貢條上八事，參史可法軍，授浦城訓導。紹宗入閩，扈從，出使溫、台，上稱其劍如金石，真清如冰玉。遷待詔，專理乙覽書。累擢稽勳主事，郎中兼御史。修永安關，命與通判李如梅、夏南薰分赴浦城、嵩溪、政和、建陽招商，疏通米船，及禁官兵擅拏米舟。
2. ↑  錢海岳《南明史·卷四十四·列傳第二十》：國用匱乏，請勸官民助餉，以兆熊主其事。尋陞太僕少卿使蜀，未行而福京亡。衰絰出門，與妻子訣曰：「譬熊今日死。」每至通逵，下拜曰：「若祖父衣食何家，天子殉國，胡不起！」間赴永州，隱黃溪。永曆元年八月，不食卒。妻妾聞而經死。